# Wierzba rokita
Wierzba rokita, rokita (Salix repens L. subsp. rosmarinifolia (L.) Hartm.) – podgatunek wierzby płożącej z rodziny wierzbowatych. Według nowszych ujęć taksonomicznych jest to odrębny gatunek Salix rosmarinifolia L. Sp. pl. 2:1020. 1753. Występuje w Europie i w Azji. W Polsce głównie na niżu. Roślina pospolita.

## Morfologia
PokrójKrzew osiągający do 1 m wysokości, słabo rozgałęziony, z pędami częściowo czołgającymi się pod ziemią.
PędyGałązki wzniesione prosto do góry, cienkie i elastyczne, koloru czerwonobrunatnego. Pączki oraz zeszłoroczne pędy nieco omszone. Pączki drobne, okrągławe, nieco zaostrzone.
LiściePodłużnie eliptyczne lub wąskolancetowate, o długości 15–45 mm, szerokość 4–8 razy mniejsza od długości. Pod spodem, a czasami i z wierzchu przylegająco, jedwabiście owłosione, płaskie, lub słabo podwinięte. Są całobrzegie i posiadają 8–16 par nerwów bocznych, słabo wystających po spodniej stronie. Przylistków zwykle brak (szybko odpadają). Liście nie czernieją podczas schnięcia.
KwiatRoślina dwupienna. Kwiaty zebrane w kwiatostany zwane kotkami. Kotki jajowato-kuliste, o długości 5–12 mm, bez szypułek (siedzące). Ich dwubarwne przysadki mają jasną lub purpurową nasadę, a górną część rdzawą lub czarną. W kotkach żeńskich owłosione słupki o czerwonych znamionach wyrastają na trzoneczku krótszym od zalążni. Szyjki słupka brak, lub jest bardzo krótka. W kotkach męskich pręciki o czerwonych, wolnych i zwykle nagich nitkach, miodniki (po 1 w każdym kwiatku) złocistożółte, jajowatego kształtu. Młode pylniki czerwone lub purpurowe, w czasie pylenia przybierają żółty kolor, potem stają się brunatne lub czarniawe.

## Biologia i ekologia
Krzew, chamefit, nanofanerofit. Kwiaty pojawiają się przed rozwojem liści – od kwietnia do maja. Roślina owadopylna, miododajna i wiatrosiewna. Rośnie na terenach wilgotnych, torfowiskach, mokrych łąkach, rzadziej na piaskach i w widnych lasach sosnowych. Nanofanerofit. W klasyfikacji zbiorowisk roślinnych gatunek charakterystyczny dla Cl./O/All. Alnetea glutinosae i Ass. Betulo-Salicetum repentis. Liczba chromosomów 2n =38.

## Zmienność
Tworzy liczne mieszańce z : wierzbą iwą, w. pięciopręcikową, w. purpurową, w. siwą, w. szarą, w. uszatą, w. wawrzynkową, w. wiciową.